# گلن آندرسون
گلن آندرسون (انگلیسی: Glenn Anderson؛ زادهٔ ۲ اکتبر ۱۹۶۰) بازیکن هاکی روی یخ اهل کانادا است.
وی همچنین برندهٔ جوایزی همچون تالار افتخارات هاکی و جام استنلی شده‌است.
از باشگاه‌هایی که در آن بازی کرده‌است می‌توان به ادمونتون اویلرز و نیویورک رنجرز اشاره کرد.